# Hamzah Haz
Hamzah Haz (Pontianak, 15 de febrero de 1940-Yakarta, 24 de julio de 2024) fue un político indonesio fungió como el noveno vicepresidente de su país en el período de 2001 a 2004, bajo el mandato de la presidente Megawati Sukarnoputri. Previamente a su puesto como vicepresidente, ejerció el cargo de ministro de gabinete y fue miembro de la Cámara de Representantes. También fue miembro del Partido Unido para el Desarrollo (PPP) desde 1998 a 2007, y fue candidato presidencial del partido durante las elecciones presidenciales del 2004.

## Carrera
Hamzah fue un periodista local en Pontianak, y luego enseñó economía en la Universidad de Tanjungpura.
Su carrera política comenzó en 1968 como miembro del Consejo Representativo Provincial de Provincia de Borneo Occidental. Más tarde se mudó a Yakarta y se convirtió en miembro del Parlamento en 1971, primero como miembro del Partido musulmán Nahdlatul Ulama. Después de la fusión política que unió a todos los partidos islamistas en un solo partido y la retirada de Nahdlatul Ulama de la política, en 1973 se convirtió en miembro del recién formado Partido Unido para el Desarrollo (PPP).
Hamzah fue Ministro de Inversiones durante la presidencia de Jusuf Habibie, quien reemplazó a Suharto, y luego renunció a ese cargo para liderar el PPP en las elecciones de 1999. Se unió al gabinete del presidente Abdurrahman Wahid y luego se convirtió en el primero en abandonar el primer gabinete de Wahid, renunciando como Ministro de Bienestar Popular después de sólo dos meses.

### Controversias
Varios periodistas y comentaristas informaron que se creía que Hamzah había ofrecido apoyo a grupos musulmanes militantes como una forma de obtener apoyo político de ellos. En 2002, Bill Guerin, en un artículo de opinión en el Asia Times, escribió: «Hamzah... es ampliamente visto como una persona que compite descaradamente por el apoyo de los musulmanes indonesios, incluidos los grupos militantes, para fortalecer su candidatura a la presidencia en las próximas elecciones de 2004.» 
En 2002, Hamzah concedió una entrevista a la Australian Broadcasting Corporation (ABC), que la transmitió el 23 de octubre. En una voz en off reproducida durante la entrevista televisiva, un periodista de ABC dijo: «Antes del atentado de Bali, el vicepresidente Hamzah Haz insistió en que no había terroristas en Indonesia. Después del atentado, dio esta extraordinaria justificación para esa posición.»

## Vida privada y muerte
La Oficina del Vicepresidente afirma oficialmente que Hamzah tuvo dos esposas, Asmaniah (n. 27 de julio de 1943) y Titin Kartini (n. 4 de mayo de 1945), con quienes tuvo un total de doce hijos. Sin embargo, otra fuente afirma que Haz tuvo una tercera esposa, Soraya, a quien no reconoció oficialmente, y con quien tuvo otros tres hijos. A pesar de la falta de reconocimiento público hace mucho tiempo, Soraya captada por la cámara acompañó a Hamzah en un evento en Bandar Lampung en 2022, confirmando su condición de tercera esposa. Tanto su primera como su segunda esposa fallecieron antes que él. Asmaniah falleció el 12 de septiembre de 2017 y Titin falleció el 19 de mayo de 2021.  El hijo de Hamzah Haz, Nur Agus Haz, es miembro del parlamento por el Partido Unido para el Desarrollo.
Fue una figura importante del Nahdlatul Ulama y había ocupado varios puestos en la organización desde que era estudiante universitario. Fue discípulo de Idham Chalid, un carismático Ulama y político de Borneo del Sur, y recibió de él formación y orientación política, religiosa y espiritual.
Hamzah murió en la Clínica Tegalan, en el este de Yakarta, el 24 de julio de 2024, a los 84 años de edad. Uno de sus hijos, Agus Haz, reveló que un día antes de su muerte, su padre estaba físicamente sano y todavía hablaba con él una noche antes de su muerte. Fue enterrado en un cementerio familiar privado cerca de la mezquita que construyó en Cisarua, Bogor.